# جیجاق بوته‌ای فلوریدا
جیجاق بوته‌ای فلوریدا (نام علمی: Aphelocoma coerulescens) نام یک گونه از سرده جیجاق‌های خاشاک است.